# Société centrale d'apiculture
 (février 2016).
La Société centrale d'apiculture (SCA), est une association française, créée en 1855 comme société savante par Henri Louis Hamet. Elle a été reconnue d'utilité publique en mars 1900.

## Histoire
Henri Louis Hamet fonde la Société centrale d'apiculture en 1855. Elle tient sa première réunion le 5 septembre pour constituer un conseil d'administration et rédiger ses statuts. Pour accompagner cette fondation, un bulletin de la société centrale d'apiculture est créé avec une parution trimestrielle. Seul le premier numéro voit le jour. Les membres de cette première société s’avèrent trop disparates (inexpérience, intérêts divergents) et elle disparait rapidement.
Après cet échec relatif, Henri Hamet reprend l'idée, et fonde l'année suivante la Société économique d'apiculture. Elle se réunit pour la première fois le 23 octobre 1856. Elle reprend définitivement le nom de Société centrale en 1865. Il bénéficie alors de l'aide des pouvoirs publics, du ministère de l’Agriculture et de la Haute Assemblée. En particulier le général marquis d'Hautpoul, grand référendaire du Sénat, lui octroie une concession pour installer un rucher monumental dans la partie du jardin du Luxembourg, dénommée la Pépinière. Ce lieu comprend une partie destinée aux différents modèles de ruches et de matériel apicole, une enceinte réservée aux auditeurs des cours et un petit enclos planté d'échantillons de plantes mellifères. Un bulletin mensuel  L'Apiculteur (intégré à la revue L'Abeille de France), propriété d'Henri Hamet paraît dès le mois d'octobre 1856. À sa mort en 1889, la Société centrale rachète ce bulletin à la veuve de celui-ci.
Dès le début les cours connaissent un énorme succès. 70 à 80 personnes assistent à toutes les séances en 1857 ; parfois 300 auditeurs se trouvaient réunis. En 1858 on enregistre plus de 500 inscriptions. Ils couvrent un vaste programme depuis l'histoire naturelle des abeilles, les produits de la ruche, les maladies et les ennemis des abeilles, les différents types de ruches, jusqu'au calendrier apicole et aux aspects économiques. Durant les grands travaux décidés par le baron Haussmann (1866 - 1872), les cours théoriques sont délocalisés à l'Orangerie du jardin. À la fin de cette période, ils reprenent au pavillon de la Pépinière (actuel pavillon Davioud). Le rucher expérimental est réinstallé non loin de là, dans l'enceinte du jardin. Les cours se sont poursuivis au même endroit, sans interruption jusqu'à nos jours, au rythme d'une promotion d'auditeurs par an. 
Rapidement après sa fondation, la Société centrale d'apiculture devient la référence nationale en matière de formation et de diffusion des connaissances en apiculture.

## Statuts
Bien qu'elle ait gardé son caractère de société savante, elle est devenue une association à la suite de la promulgation de la Loi du 1er juillet 1901. Elle a été reconnue d'utilité publique le 13 mars 1900. Elle est enregistrée sous le titre  de Société centrale d'apiculture, d'insectologie, de sériciculture et de zoologie agricole.

## Congrès, expositions  et conférences
La SCA organise de nombreuses expositions nationales au rythme d'un évènement tous les deux ans. La première a lieu du 15 au 25 août 1859 à l'Orangerie du jardin du Luxembourg. D'autres suivent comme celle organisée du 15 août au 5 septembre 1865 au Palais de l'Industrie sur le thème des insectes utiles et nuisibles. La 5e exposition a lieu également au Palais de l'Industrie, en 1868. Il y est beaucoup question des appareils à extraire le miel (extracteur), et à gaufrer la cire. En 1900, profitant de l'Exposition universelle, la Société centrale d'apiculture est chargée d'organiser à Paris le 2e Congrès international d'apiculture autour des sept sections suivantes : apiculture proprement dite, anatomie et physiologie, technologie apicole, enseignement, maladies et parasitisme, jurisprudence, statistiques. 
En 1861 la Société zoologique d'acclimatation fait édifier un rucher au Bois de Boulogne. Henri Hamet en dessine les plans. Puis il y donne des conférences et y transfère les doubles des ruches reçues au jardin du Luxembourg. De même, en 1877, le Conseil de Paris accorde à la Société centrale d'apiculture un terrain au parc Montsouris pour la construction d'un rucher couvert. Il doit servir aux activités pratiques des cours donnés au rucher du jardin du Luxembourg ainsi qu'à l'enseignement de la sériciculture. Cette concession lui est retirée en 1936.

## Objectifs et missions
La Société centrale d'apiculture a été créée pour favoriser l'enseignement de l'apiculture et contribuer à la protection des abeilles. Elle a pour objectif la diffusion et la vulgarisation des connaissances scientifiques et techniques sur les abeilles. Depuis sa fondation en 1856, elle a toujours assuré sa mission de formation des adultes au rucher école du jardin du Luxembourg, et depuis 1986, des écoliers au rucher pédagogique du parc Georges-Brassens (Paris 15e). Aux auditeurs qui suivent son enseignement et qui satisfont à l'examen de fin de formation, elle délivre un diplôme d'instruction apicole, créé en 1908.

### Différents ruchers de la SCA

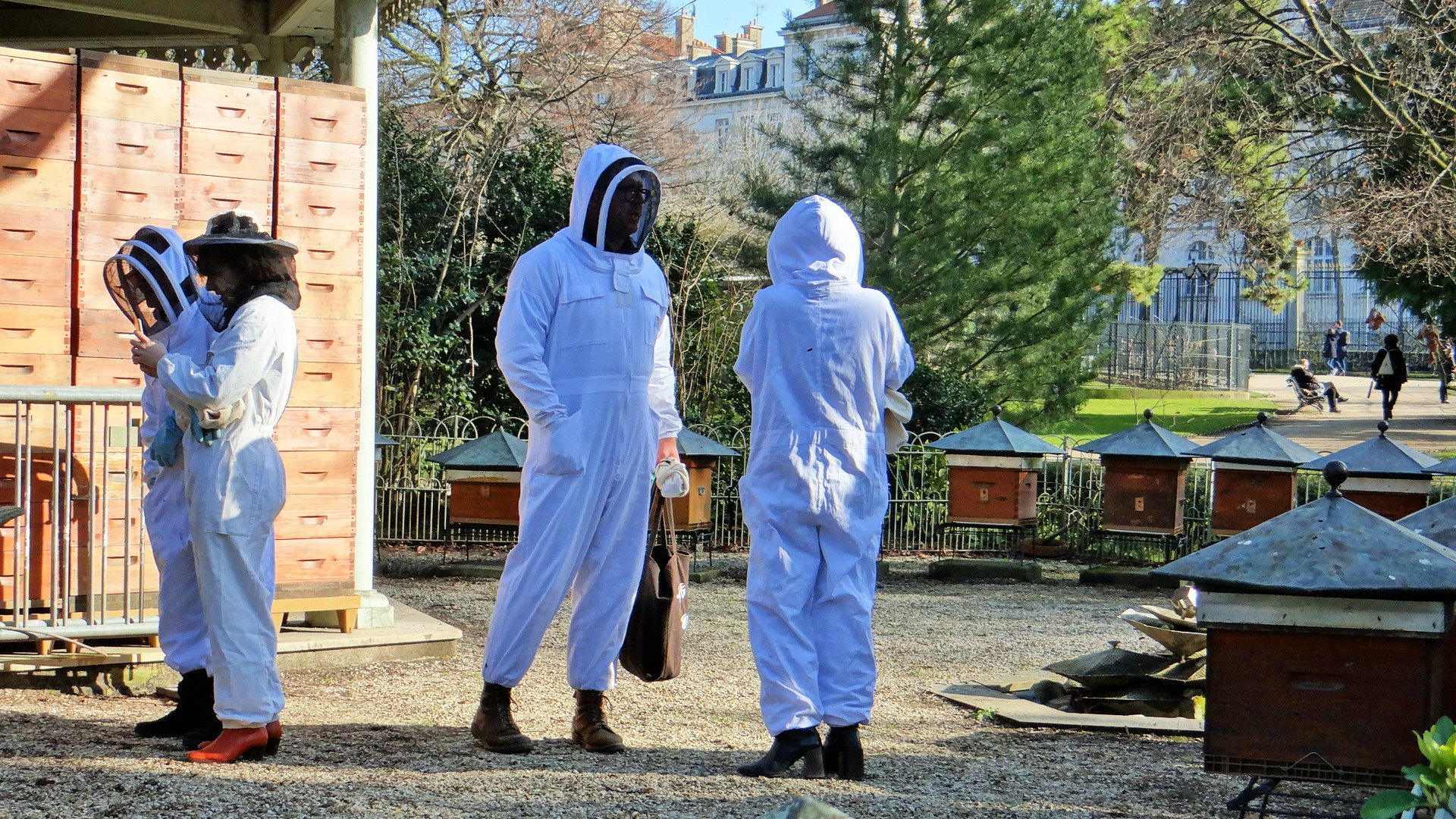
Rucher-École du Jardin du Luxembourg à Paris.

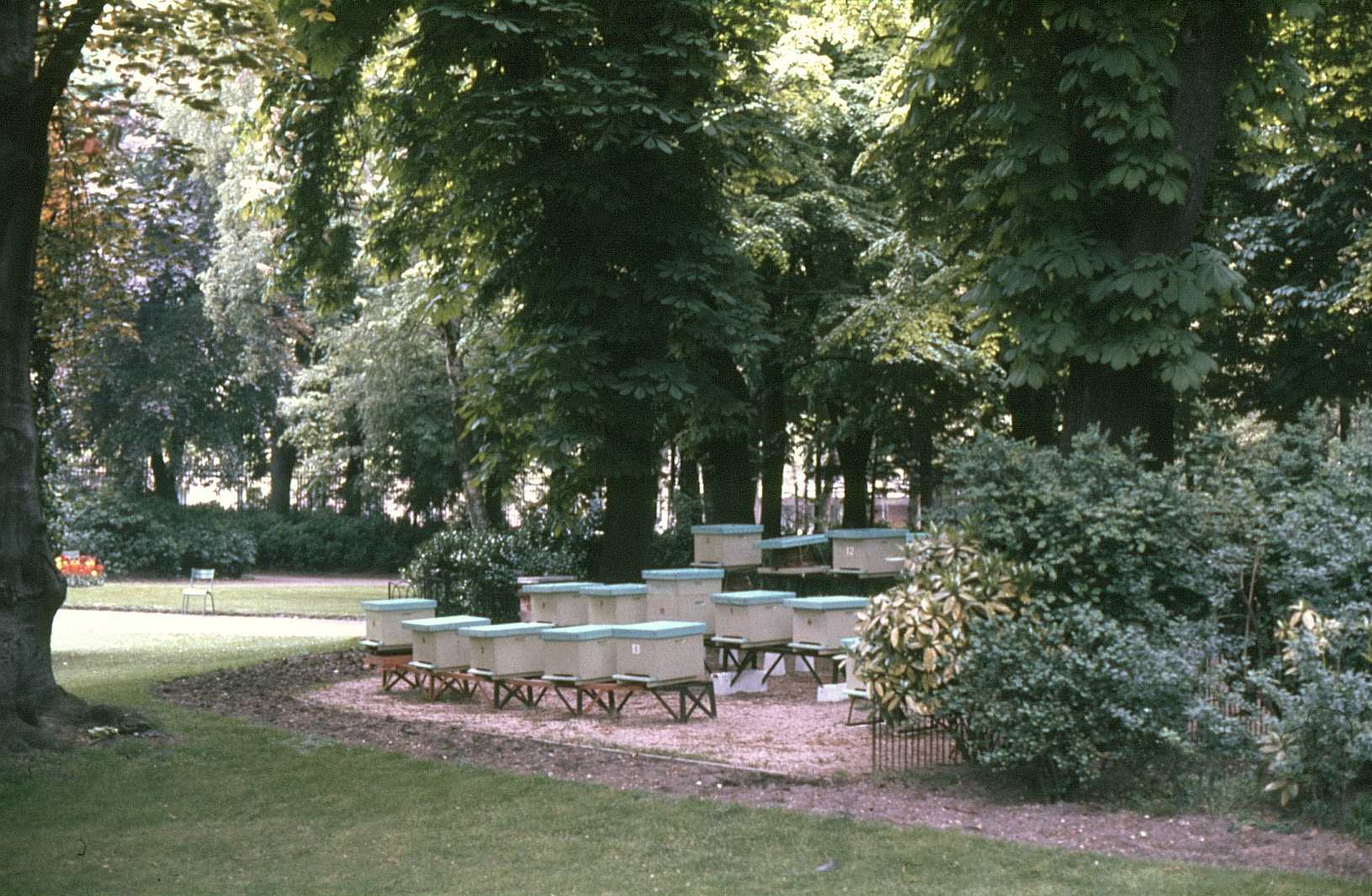
Le Rucher-École du Jardin du Luxembourg au début des années 80.

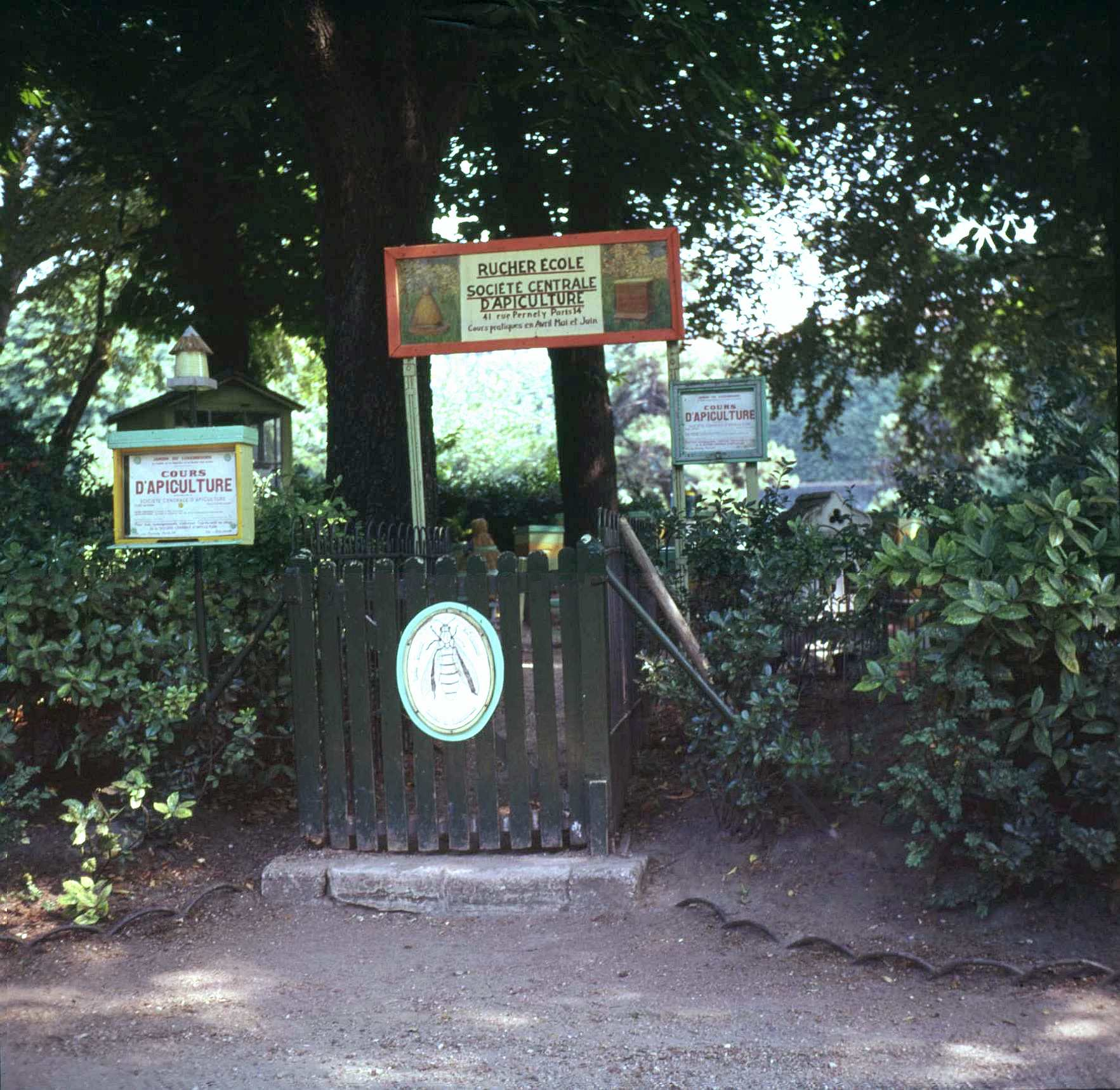
Entrée du Rucher-école du jardin du Luxembourg (1977)

- Rucher école du jardin du Luxembourg : mis en place en 1856, occupation soumise à un arrêté du Sénat. Ce rucher est destiné à la formation théorique et pratique d'une centaine d'auditeurs par an.
- Rucher pédagogique du parc Georges Brassens : création approuvée par le Conseil de Paris en novembre 1985, et premiers écoliers reçus en mai 1986. Le travail est orienté vers l'initiation au monde des abeilles et au travail de l'apiculteur pour environ 3000 écoliers parisiens chaque année.
- Rucher du Domaine national de Saint-Cloud : Création en 1971 par Gilbert Prouveur. Occupation soumise à convention avec le Centre des monuments nationaux.
- Rucher du parc Georges-Valbon : Convention avec le département de la Seine-Saint-Denis depuis 2010.
- Rucher du parc national forestier de la poudrerie : Convention avec le département de la Seine-Saint-Denis depuis 2012. En plus de l'accueil pédagogique et du grand public, ce rucher assure un cours d'initiation à l'élevage des reines.
- Rucher des toits d'AgroParisTech : Convention depuis 2014, rucher destiné à la recherche.
- Rucher du parc départemental de la Haute-Île : Convention avec le département de la Seine-Saint-Denis depuis 2015.